# Criterio di efficienza di Kaldor-Hicks
Il criterio di efficienza (o di compensazione) di Kaldor-Hicks è stato introdotto da due economisti, Nicholas Kaldor e John Richard Hicks nel 1939, e tratta i problemi di confronti in termini di benessere sociale.
I due economisti proposero questo criterio per ovviare alle difficoltà riscontrate nell'affrontare i problemi delle politiche di redistribuzione secondo la logica del criterio dell'ottimo paretiano.
Secondo il criterio di efficienza, una modifica nell'allocazione delle risorse è efficiente se il benessere ottenuto da alcune componenti supera le perdite di benessere subite da altri componenti. Perché vi sia efficienza è fondamentale che coloro che subiscono una perdita di benessere siano compensati da coloro verso i quali l'alterazione dell'allocazione ha operato favorevolmente. Un esempio è l'eliminazione di una situazione di monopolio, a favore della libera concorrenza da parte del policy maker: la collettività ha un incremento di benessere, ma il monopolista subisce una perdita; dato che l'incremento di benessere collettivo è superiore alla perdita del monopolista quest'ultimo può essere compensato.